# Olympische Sommerspiele 2000/Teilnehmer (Saudi-Arabien)
| Gelbes Symbol für Goldmedaillen mit stilisierten Olympischen Ringen | Graues Symbol für Silbermedaillen mit stilisierten Olympischen Ringen | Braundes Symbol für Bronzemedaillen mit stilisierten Olympischen Ringen |
| ------------------------------------------------------------------- | --------------------------------------------------------------------- | ----------------------------------------------------------------------- |
| —                                                                   | 1                                                                     | 1                                                                       |

Saudi-Arabien nahm an den Olympischen Sommerspielen 2000 in Sydney mit einer Delegation von achtzehn männlichen Athleten an 14 Wettkämpfen in fünf Sportarten teil. Hierbei konnte das Land seine ersten Medaillenerfolge bei Olympischen Spielen erzielen.

## Medaillengewinner

### Silber
| Name                    | Sportart       | Wettkampf                |
| ----------------------- | -------------- | ------------------------ |
| Hadi Soua’an al-Somaily | Leichtathletik | Männer, 400 Meter Hürden |

### Bronze
| Name           | Sportart | Wettkampf            |
| -------------- | -------- | -------------------- |
| Chalid al-'Aid | Reiten   | Springreiten, Einzel |

## Teilnehmer nach Sportarten

### Leichtathletik
- Salem al-Ahmadi
Dreisprung: 32. Platz in der Qualifikation

- Hamdan al-Bishi
400 Meter: Halbfinale
4 × 400 Meter: Vorläufe

- Hamed Hamadan al-Bishi
4 × 400 Meter: Vorläufe

- Mohamed Hamed al-Bishi
4 × 400 Meter: Vorläufe

- Ali Saleh al-Jadani
Speerwurf: 34. Platz in der Qualifikation

- Hussein al-Sabee
Weitsprung: 18. Platz in der Qualifikation

- Jamal al-Saffar
100 Meter: Vorläufe
4 × 100 Meter: Vorläufe

- Hadi Soua’an al-Somaily
400 Meter Hürden: Silber 
4 × 400 Meter: Vorläufe

- Mohamed al-Yami
4 × 100 Meter: Vorläufe

- Salem al-Yami
200 Meter: Vorläufe
4 × 100 Meter: Vorläufe

- Mubarak Ata Mubarak
110 Meter Hürden: disqualifiziert im Vorlauf
4 × 100 Meter: Vorläufe

### Reiten
- Ramzy al-Duhami
Springen, Einzel: DNF

- Chalid al-'Aid
Springen, Einzel: Bronze

- Fahad al-Geaid
Springen, Einzel: DNF

- Kamal Bahamdan
Springen, Einzel: 65. Platz in der Qualifikation

### Schießen
- Sayed al-Mutairi
Skeet: 23. Platz

### Schwimmen
- Ahmed al-Kudmani
100 Meter Brust: 56. Platz

### Taekwondo
- Khaled al-Dosari
Schwergewicht: 4. Platz